# Буциновка
Буциновка (укр. Буцинівка) — село, относится к Раздельнянскому району Одесской области Украины.
Население по переписи 2001 года составляло 566 человек. Почтовый индекс — 67461. Телефонный код — 4853. Занимает площадь 0,781 км². Код КОАТУУ — 5123980501.

## Местный совет
67461, Одесская обл., Раздельнянский р-н, с. Буциновка